# شاين ستيفنز
شاين ستيفنز (بالإنجليزية: Shane Stevens)‏ (8 أكتوبر 1937، نيويورك في الولايات المتحدة - 2007)؛ كاتب وروائي أمريكي.